# Gyula Kellner
Gyula Kellner, né le 11 avril 1871 et décédé le 28 juillet 1940, était un athlète hongrois, médaillé de bronze au premier marathon olympique lors des Jeux olympiques d'été de 1896 à Athènes.

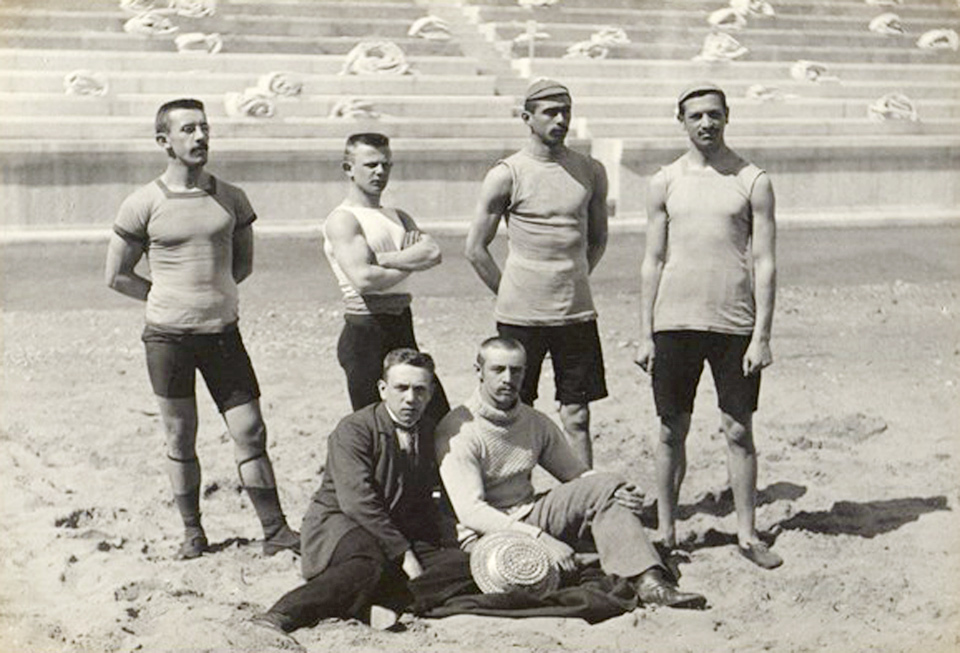
Photographie avec la délégation Hongroise aux Jeux olympiques de 1896.

Gyula Kellner est un des 17 athlètes à s'élancer sur le marathon le 10 avril 1896, il termine à la quatrième place, derrière Spyrídon Loúis, Kharílaos Vasilákos et Spyrídon Belókas. Après une réclamation de Gyula Kellner, Belókas est disqualifié pour ne pas avoir couvert toute la distance, ayant effectué une partie de l'épreuve à l'arrière d'une charrette. Gyula Kellner récupère alors la troisième place.

## Palmarès

### Jeux olympiques d'été
- Jeux olympiques d'été de 1896 à Athènes
  -  Médaille de bronze sur le marathon.